# Romain Danzé
 Romain Danzé  (ur. 3 lipca 1986) – francuski piłkarz występujący na pozycji pomocnika we francuskim klubie Stade Rennais FC.

## Kariera klubowa
Od 2003 szkolił się w szkółce piłkarskiej Stade Rennais FC. 24 października 2006 zadebiutował w drużynie zawodowej Stade Rennais FC na szczeblu Ligue 1. W dniu 27 stycznia 2007 r., zdobył swoją pierwszą bramkę w Ligue 1.
| Sezon   | Klub             | Kraj    | Rozgrywki | Mecze | Bramki | Rozgrywki Europy | Mecze | Bramki |
| ------- | ---------------- | ------- | --------- | ----- | ------ | ---------------- | ----- | ------ |
| 2006/07 | Stade Rennais FC | Francja | Ligue 1   | 20    | 1      | -                | -     | -      |
| 2007/08 | Stade Rennais FC | Francja | Ligue 1   | 9     | 0      | Liga Europy UEFA | 0     | 0      |
| 2008/09 | Stade Rennais FC | Francja | Ligue 1   | 25    | 2      | Liga Europy UEFA | 6     | 0      |
| 2009/10 | Stade Rennais FC | Francja | Ligue 1   | 31    | 2      | -                | -     | -      |
| 2010/11 | Stade Rennais FC | Francja | Ligue 1   | 38    | 1      | -                | -     | -      |
| 2011/12 | Stade Rennais FC | Francja | Ligue 1   | 32    | 1      | Liga Europy UEFA | 7     | 0      |
| 2012/13 | Stade Rennais FC | Francja | Ligue 1   | 32    | 1      | -                | -     | -      |
| 2013/14 | Stade Rennais FC | Francja | Ligue 1   | 35    | 0      | -                | -     | -      |
| 2014/15 | Stade Rennais FC | Francja | Ligue 1   | 31    | 0      | -                | -     | -      |
| 2015/16 | Stade Rennais FC | Francja | Ligue 1   | 21    | 0      | -                | -     | -      |
| 2016/17 | Stade Rennais FC | Francja | Ligue 1   | 35    | 0      | -                | -     | -      |
| 2017/18 | Stade Rennais FC | Francja | Ligue 1   | 0     | 0      | -                | -     | -      |

Stan na: 12 lipca 2017 r.